# Santiago de Aravalle
Santiago de Aravalle es una localidad perteneciente al municipio de Puerto Castilla, en la provincia de Ávila, comunidad autónoma de Castilla y León, España. En 2018 contaba con 25 habitantes.